# Palaeogerris
Palaeogerris is een geslacht van wantsen uit de familie van de Gerridae (schaatsenrijders). Het geslacht werd voor het eerst wetenschappelijk beschreven door Nils Møller Andersen in 1998.

## Soorten
Het genus bevat de volgende soorten:

- Palaeogerris furensis Andersen, 1998
- Palaeogerris grandis Andersen, 1998
- Palaeogerris mikkelseni Andersen, 1998